# Scapanoclypeus aberrans
Scapanoclypeus aberrans är en skalbaggsart som beskrevs av Frey 1974. Scapanoclypeus aberrans ingår i släktet Scapanoclypeus och familjen Melolonthidae. Inga underarter finns listade i Catalogue of Life.